# 雲谷路駅
雲谷路駅（うんこくろえき、中文表記: 云谷路站、英文表記: Yungu Road Station）は、中華人民共和国安徽省合肥市包河区雲谷路と盧州大道の交差点に位置する合肥軌道交通1号線及び5号線の駅。計画時の駅名は宣塘駅。2016年12月26日に開業。

## 沿革
- 2016年12月26日　1号線（合肥火車站-当駅間）の開通とともに駅開業
- 2020年12月26日　5号線の駅が開業

## 駅構造
- 盧州大道の南北方向に沿って配置されている。

| B1 | コンコース | 出入口、駅窓口、自動券売機、サービスデスク |   |
| B2 | ←          | ■1号線九聯圩方面（万達城）                 |   |
| B2 | 島式ホーム |                                            |   |
| B2 |            | ■1号線合肥火車站方面（金斗公園）           | → |
| B3 | ←          | ■5号線貴陽路方面(清水沖)                   |   |
| B3 | 島式ホーム |                                            |   |
| B3 |            | ■5号線望湖城西方面 (華山路)                | → |

## 出入口
- 5つの出入口を備える

| 番号     | 場所       | 出口付近                                         | 路線バス    |
| -------- | ---------- | ------------------------------------------------ | ----------- |
| 出口 · A | 雲谷路北側 | 宝能城、中国銀行安徽省分行、聯投中心書城         |             |
| 出口 · B | 雲谷路南側 | 宝能城                                           | 42路、526路 |
| 出口 · C | 雲谷路北側 | 濱湖銀泰城、皖新文化広場                         |             |
| 出口 · D | 雲谷路南側 | 徽銀大厦、安徽農金大厦、信達東方藍海             |             |
| 出口 · E | 雲谷路北側 | 濱湖銀泰城、皖新文化広場、国元大厦、中海財富広場 |             |

## 隣の駅
■1号線
金斗公園駅 - 雲谷路駅 - 万達城駅
■5号線
華山路駅 - 雲谷路駅 - 清水沖駅